# Ес-Сувейда (мінтака)
Ес-Сувейда (араб. امنطقة شهبا mantiqah As-Suwayda) — мінтака у Сирії, що входить до складу мухафази Ес-Сувейда. Адміністративний центр — місто Ес-Сувейда.

## Адміністративний поділ

Мінтака Ес-Сувейда на мапі мухафази Ес-Сувейда

У свою чергу, мінтака Ес-Сувейда складається з кількох адміністративних одиниць третього рівня — 3 нохій (громади або общини):
| Код      | Назва                                     | Площа       | Населення |
| -------- | ----------------------------------------- | ----------- | --------- |
| SY130000 | нохія Ес-Сувейда (nahiyah as-Suwayda)     | 691,13 km²  | 212 463   |
| SY130001 | нохія Аль-Мазраа (nahiyah al-Mazraa)      | 202,53 km²  | 16 627    |
| SY130002 | нохія Аль-Мушаннаф (nahiyah al-Mushannaf) | 1910,57 km² | 17 134    |